# Flepe lateral retroflexo surdo
O flepe lateral retroflexo surdo é um tipo de fonema, usado em algumas línguas faladas (como em Wahgi). Não tem nenhum símbolo explicitamente aprovado no Alfabeto Fonético Internacional, mas pode ser representado como um ⟨ɭ̥̆⟩ curto, com o antigo ponto diacrítico ⟨ɺ̣̊⟩ ou com uma cauda retroflexa, ⟨ɺ̢̊⟩.

## Características
- Sua forma de articulação é tepe ou flepe, o que significa que é produzida com uma única contração dos músculos de forma que um articulador (geralmente a língua) é lançado contra outro.
- Seu local de articulação é retroflexo, o que significa prototipicamente que ele está articulado subapical (com a ponta da língua enrolada para cima), mas de forma mais geral, significa que é pós-alveolar sem ser palatalizado.
- Ou seja, além da articulação subapical prototípica, o contato da língua pode ser apical (pontiagudo) ou laminal (plano).
- Sua fonação é surda, o que significa que é produzida sem vibrações das cordas vocais.
- É uma consoante oral, o que significa que o ar só pode escapar pela boca.
- É uma consoante lateral, o que significa que é produzida direcionando o fluxo de ar para os lados da língua, em vez de para o meio.
- O mecanismo da corrente de ar é pulmonar, o que significa que é articulado empurrando o ar apenas com os pulmões e o diafragma, como na maioria dos sons.

## Ocorrência
| Língua | Palavra                | AFI | Singnificado | Notas |
| ------ | ---------------------- | --- | ------------ | ----- |
| Wahgi  | [ exemplo necessário ] |     |              |       |